# Граф Шрусбери
Граф Шрусбери (англ. Earl of Shrewsbury) — старинный дворянский титул в системе пэрства Англии.

## История титула
Впервые титул графа Шрусбери возник в 1075 году, вскоре после нормандского завоевания, когда король Вильгельм I передал Роджеру Монтгомери территорию вдоль границы с центральным Уэльсом (современный Шропшир) с титулом графа Шрусбери. Шропширская марка стала одним из важнейших элементом английской оборонительной системы на границах с валлийскими королевствами. Однако уже в 1102 году титул графа Шрусбери и связанные с ним владения в верховьях Северна и Ди были конфискованы королём Генрихом I за участие Роберта Монтгомери, 3-го графа Шрусбери, в попытке свержения монарха нормандским герцогом Робертом Куртгёзом.
Вторая креация титула графа Шрусбери состоялась в 1442 году. Этим титулом был пожалован Джон Толбот, один из наиболее талантливых английских полководцев эпохи конца Столетней войны. В 1446 году Джон Толбот получил также ирландский титул графа Уотерфорда и пост наследственного лорда-стюарда Ирландии. С тех пор титулы графа Шрусбери и графа Уотерфорда остаются объединёнными. В настоящее время потомки Джона Толбота продолжают носить эти титулы, что делает их обладателями старейших графских титулов в Англии и Ирландии среди современного дворянства Великобритании графского ранга (поскольку герцоги Норфолк и Лейнстер обладают более старыми титулами графов Арундела и Килдэра соответственно). В 1694 году Чарльз Толбот, 12-й граф Шрусбери, получил также титулы герцога Шрусбери и маркиза Олтона, однако с его смертью в 1718 году эти титулы перестали существовать.
Современные графы Шрусбери и Уотерфорд имеют также титулы графов Толбот и виконтов Ингестре, созданные в 1784 году для другой ветви рода Толботов, а также титул барона Толбот из Хенсоля, созданный в 1733 году. Эти три титула относятся к пэрству Великобритании, тогда как титул графа Шрусбери принадлежит к пэрству Англии, а титул графа Уотерфорд — к пэрству Ирландии.
Графы Шрусбери имеют право участвовать в коронации британского монарха и во время церемонии носят белый посох как символ поста лорда-стюарда Ирландии.
Действующим графом Шрусбери и Уотерфорда является сэр Чарльз Генри Джон Бенедикт Крофтон Четвинд Четвинд-Толбот, 22-й граф Шрусбери, родившийся в 1952 году. Его резиденцией является особняк Уонфилд-Холл в Стаффордшире (предыдущая резиденция графов Шрусбери Олтон-Тауэрс была продана).

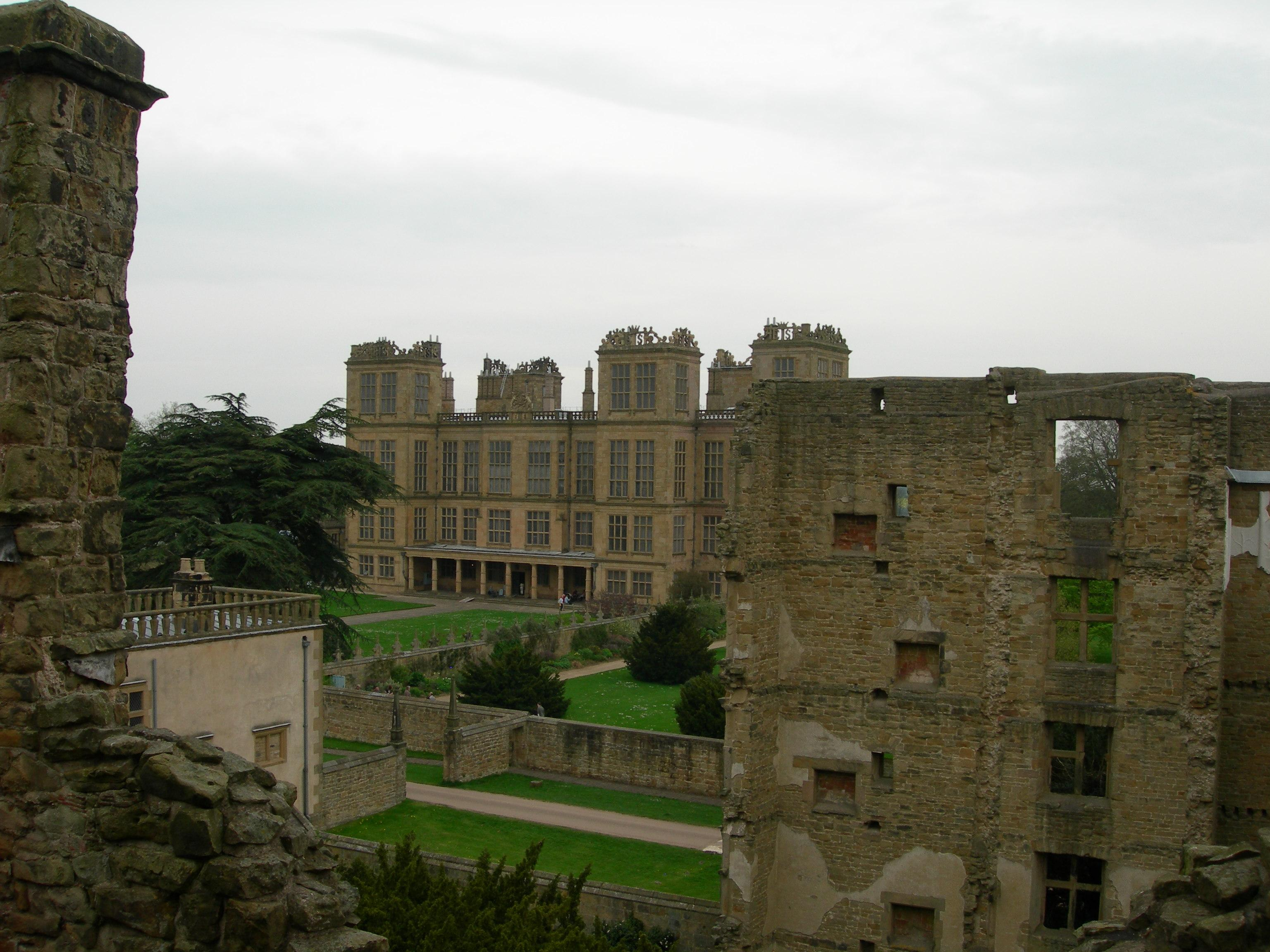
Елизаветинская усадьба графини Шрусбери — Хардвик-холл

## Список графов Шрусбери

### Графы Шрусбери, первая креация (1075)
- 1075—1094: Роджер Великий де Монтгомери, 1-й граф Шрусбери, 1-й граф Арундел, граф Алансона, сеньор де Монтгомери (ок. 1030 — 27 июля 1094), сын нормандского рыцаря Роджера де Монтгомери, сеньора де Монтгомери;
- 1094—1098: Гуго Рыжий де Монтгомери, 2-й граф Шрусбери, 2-й граф Арундел (ок. 1042 — 31 июля 1098), третий сын предыдущего;
- 1098—1102: Роберт ІІ де Монтгомери, 3-й граф Шрусбери, 3-й граф Арундел, граф Понтье, граф Алансона, сеньор де Беллем, сеньор де Монтгомери, виконт Эксма (1052 — 8 мая 1113), старший брат предыдущего; английские титулы конфискованы в 1102 году.

### Графы Шрусбери, вторая креация (1442)
Также: графы Уотерфорд, лорды-стюарды Ирландии (с 1446), графы Толбот, виконты Ингестре, бароны Толбот из Хенсоля (с 1856), герцоги Шрусбери, маркизы Алтоны (1696—1718), бароны Толбот, бароны Стрэйндж из Блекмера (1442—1616), бароны Фёрнивол (1453—1616)
- 1442—1453: Джон Толбот, 1-й граф Шрусбери, 1-й граф Уотерфорд, 1-й лорд-стюард Ирландии, 7-й барон Толбот, 10-й барон Стрэйндж из Блекмера (1384/1390 — 17 июля 1453), второй сын Ричарда Толбота, 4-го барона Толбота (1361—1396);
- 1453—1460: Джон Толбот, 2-й граф Шрусбери, 2-й граф Уотерфорд, 2-й лорд-стюард Ирландии, 8-й барон Толбот, 11-й барон Стрэйндж из Блекмера, 7-й барон Фёрнивол (ок. 1417 — 10 июля 1460), старший сын предыдущего от первого брака;
- 1460—1473: Джон Толбот, 3-й граф Шрусбери, 3-й граф Уотерфорд, 3-й лорд-стюард Ирландии, 9-й барон Толбот, 12-й барон Стрэйндж из Блекмера, 8-й барон Фёрнивол (12 декабря 1448 — 28 июня 1473), старший сын предыдущего;
- 1473—1538: Джордж Толбот, 4-й граф Шрусбери, 4-й граф Уотерфорд, 4-й лорд-стюард Ирландии, 10-й барон Толбот, 13-й барон Стрэйндж из Блекмера, 9-й барон Фёрнивол (ок. 1468 — 26 июля 1538), старший сын предыдущего;
- 1538—1560: Фрэнсис Толбот, 5-й граф Шрусбери, 5-й граф Уотерфорд, 5-й лорд-стюард Ирландии, 11-й барон Толбот, 14-й барон Стрэйндж из Блекмера, 10-й барон Фёрнивол (1500 — 25 сентября 1560), старший сын предыдущего;
- 1560—1590: Джордж Толбот, 6-й граф Шрусбери, 6-й граф Уотерфорд, 6-й лорд-стюард Ирландии, 12-й барон Толбот, 15-й барон Стрэйндж из Блекмера, 11-й барон Фёрнивол (1528 — 18 ноября 1590), единственный сын предыдущего;
- 1590—1616: Джильберт Толбот, 7-й граф Шрусбери, 7-й граф Уотерфорд, 7-й лорд-стюард Ирландии, 13-й барон Толбот, 16-й барон Стрэйндж из Блекмера, 12-й барон Фёрнивол (20 ноября 1552 — 8 мая 1616), второй сын предыдущего;
- 1616—1617: Эдвард Толбот, 8-й граф Шрусбери, 8-й граф Уотерфорд, 8-й лорд-стюард Ирландии (25 февраля 1561 — 8 февраля 1617), третий сын 6-го графа Шрусбери, младший брат предыдущего;
- 1617—1630: Джордж Толбот, 9-й граф Шрусбери, 9-й граф Уотерфорд, 9-й лорд-стюард Ирландии (19 декабря 1566 — 2 апреля 1630), старший сын сэра Джона Толбота из Графтона (1645—1611);
- 1630—1654: Джон Толбот, 10-й граф Шрусбери, 10-й граф Уотерфорд, 10-й лорд-стюард Ирландии (1601 — 8 февраля 1654), единственный сын Джона Толбота из Лонгфорда, племянник предыдущего;
- 1654—1667: Фрэнсис Толбот, 11-й граф Шрусбери, 11-й граф Уотерфорд, 11-й лорд-стюард Ирландии (1623 — 16 марта 1667), второй сын предыдущего;
- 1667—1718: Чарльз Толбот, 1-й герцог Шрусбери, 1-й маркиз Олтон, 12-й граф Шрусбери, 12-й граф Уотерфорд, 12-й лорд-стюард Ирландии (24 июля 1660 — 1 февраля 1718), единственный сын предыдущего;
- 1718—1743: Гилберт Толбот, 13-й граф Шрусбери, 13-й граф Уотерфорд, 13-й лорд-стюард Ирландии (11 января 1673  — 22 июля 1743), старший сын Джильберта Толбота (ок. 1631—1711);
- 1743—1787: Джордж Толбот, 14-й граф Шрусбери, 14-й граф Уотерфорд, 14-й лорд-стюард Ирландии (11 декабря 1719—1787), старший сын предыдущего;
- 1787—1827: Чарльз Толбот, 15-й граф Шрусбери, 15-й граф Уотерфорд, 15-й лорд-стюард Ирландии (8 марта 1753 — 6 апреля 1827), старший сын предыдущего;
- 1827—1852: Джон Толбот, 16-й граф Шрусбери, 16-й граф Уотерфорд, 16-й лорд-стюард Ирландии (18 марта 1791 — 9 ноября 1852), сын Джона Джозефа Толбота (1765—1818), племянник предыдущего;
- 1852—1856: Бертрам Артур Толбот, 17-й граф Шрусбери, 17-й граф Уотерфорд, 17-й лорд-стюард Ирландии (11 декабря 1832 — 10 августа 1856), единственный сын подполковника Чарльза Томаса Толбота (1782—1838), внук Фрэнсиса Джерома Толбота (1728—1813);
- 1856—1868: адмирал Генри Джон Четвинд-Толбот, 18-й граф Шрусбери, 18-й граф Уотерфорд, 18-й лорд-стюард Ирландии, 3-й граф Толбот, 3-й виконт Ингестре, 5-й барон Толбот из Хенсоля (8 ноября 1803 — 4 июня 1868), второй сын Чарльза Четвинда-Толбота, 2-го графа Толбота (1777—1849);
- 1868—1877: Чарльз Джон Четвинд-Толбот, 19-й граф Шрусбери, 19-й граф Уотерфорд, 19-й лорд-стюард Ирландии, 4-й граф Толбот, 4-й виконт Ингестре, 6-й барон Толбот из Хенсоля (13 апреля 1830 — 11 мая 1877), старший сын предыдущего;
- 1877—1921: майор Чарльз Генри Джон Четвинд-Толбот, 20-й граф Шрусбери, 20-й граф Уотерфорд, 20-й лорд-стюард Ирландии, 5-й граф Толбот, 5-й виконт Ингестре, 7-й барон Толбот из Хенсоля (13 ноября 1860 — 7 мая 1921), единственный сын предыдущего;
- 1921—1980: Джон Джордж Чарльз Генри Элтон Александер Четвинд-Толбот, 21-й граф Шрусбери, 21-й граф Уотерфорд, 21-й лорд-стюард Ирландии, 6-й граф Толбот, 6-й виконт Ингестре, 8-й барон Толбот из Хенсоля (21 января 1914 — 12 ноября 1980), единственный сын Чарльза Джона Алтона Четвинда-Толбота, виконта Ингестре (1882—1915), внук 20-го графа Шрусбери;
- 1980 — настоящее время: сэр Чарльз Генри Джон Бенедикт Крофтон Четвинд Четвинд-Толбот, 22-й граф Шрусбери, 22-й граф Уотерфорда, 22-й лорд-стюард Ирландии, 7-й граф Толбот, 7-й виконт Ингестре, 9-й барон Толбот из Хенсоля (род. 18 декабря 1952), старший сын предыдущего.
  - Наследник титула: Джеймс Четвинд-Толбот, виконт Ингестре (род. 11 января 1978), старший сын предыдущего.
    - Наследник наследника: Джордж Генри Чарльз Джон Элтон Четвинд-Толбот, лорд Толбот (род. 3 мая 2013), единственный сын виконта Ингестре, внук 22-го графа Шрусбери.